# Elecciones regionales de Cajamarca de 2010
Las elecciones regionales de Cajamarca de 2010 se llevaron a cabo el 3 de octubre de 2010 para elegir al presidente regional, al vicepresidente regional y al Consejo Regional para el periodo 2011-2014. La elección se celebró simultáneamente con elecciones regionales y municipales (provinciales y distritales) en todo el Perú.

## Sistema electoral
El Gobierno Regional de Cajamarca es el órgano administrativo y de gobierno del departamento de Cajamarca. Está compuesto por el presidente regional, el vicepresidente regional y el Consejo Regional.
La votación se realiza en base al sufragio universal, que comprende a todos los ciudadanos nacionales mayores de dieciocho años, empadronados y residentes en el departamento de Cajamarca y en pleno goce de sus derechos políticos.
El presidente y vicepresidente regional son elegidos por sufragio directo. Para que un candidato sea proclamado ganador debe obtener no menos de 30 % de votos válidos. En caso ningún candidato logre ese porcentaje en la primera vuelta electoral, los dos candidatos más votados participan en una segunda vuelta o balotaje.
El Consejo Regional de Cajamarca está compuesto por 16 consejeros elegidos por sufragio directo para un período de cuatro (4) años. La votación es por lista cerrada y bloqueada. Cada provincia del departamento de Cajamarca constituye una circunscripción electoral. Se asigna a la lista ganadora los escaños según el método d'Hondt. La distribución y el número de consejeros regionales es la siguiente:
| Circunscripción | Escaños | Mapa |
| --- | ------- | ---- |
| San Ignacio | 4       |      |
| Cajabamba, Cajamarca. Celendín, Chota, Contumazá, Cutervo, Hualgayoc, Jaén, San Marcos, San Miguel, San Pablo y Santa Cruz | 1       |      |

## Composición del Consejo Regional de Cajamarca
La siguiente tabla muestra la composición del Consejo Regional de Cajamarca antes de las elecciones.
| Partidos | Partidos                     | Consejeros |
| -------- | ---------------------------- | ---------- |
|          | Fuerza Social                | 8          |
|          | Movimiento Nueva Izquierda   | 2          |
|          | Partido Aprista Peruano      | 2          |
|          | Partido Nacionalista Peruano | 1          |

## Partidos y candidatos
A continuación se muestra una lista de los principales partidos y alianzas electorales que participaron en las elecciones:
| Candidatura | Candidatura | Partidos y alianzas | Candidatos | Candidatos                         | Ideología                                                          | Resultado previo | Resultado previo | Ref. |
| Candidatura | Candidatura | Partidos y alianzas | Candidatos | Candidatos                         | Ideología                                                          | Votos (%)        | Con.             | Ref. |
| ----------- | ----------- | --- | ---------- | ---------------------------------- | ------------------------------------------------------------------ | ---------------- | ---------------- | ---- |
|             | FSC         | Lista - Movimiento Regional Fuerza Social Cajamarca (FSC)                                                                    |            | Beltina González Loayza de Coronel | Regionalismo cajamarquino                                          | 29.20%           | 8                |      |
|             | MNI–MAS     | Lista - Movimiento de Afirmación Social (MNI–MAS) – Movimiento Nueva Izquierda (MNI) – Movimiento de Afirmación Social (MAS) |            | Gregorio Santos Guerrero           | Mariateguismo Socialismo democrático Regionalismo cajamarquino     | 17.38%           | 2                |      |
|             | APRA        | Lista - Partido Aprista Peruano (APRA)                                                                                       |            | Gilberto Cabanillas Barrantes      | Aprismo                                                            | 14.62%           | 2                |      |
|             | AP          | Lista - Acción Popular (AP)                                                                                                  |            | Mesías Guevara Amasifuén           | Humanismo Nacionalismo cívico Reformismo                           | 6.81%            | 0                |      |
|             | UPP         | Lista - Unión por el Perú (UPP)                                                                                              |            | Wilfredo Poma Rojas                | Nacionalismo de izquierda Socialdemocracia                         | 6.41%            | 0                |      |
|             | APP         | Lista - Alianza para el Progreso (APP)                                                                                       |            | Hermes Mosqueira Ramírez           | Liberalismo económico Conservadurismo liberal Populismo de derecha | 2.43%            | 0                |      |
|             | PP          | Lista - Perú Posible (PP) |            | Germán Estela Castro               | Socioliberalismo Democracia liberal Tercera vía                    | Nuevo            | Nuevo            |      |
|             | CSV– F2011  | Lista - Alianza Cajamarca Siempre Verde - Fuerza 2011 (CSV–F2011) – Fuerza 2011 (F2011) – Cajamarca Siempre Verde (CSV)      |            | Absalón Vásquez Villanueva         | Fujimorismo Populismo de derecha Regionalismo cajamarquino         | Nuevo            | Nuevo            |      |
|             | FRC         | Lista - Frente Regional de Cajamarca (FRC)                                                                                   |            | Javier Bobadilla Leiva             | Regionalismo cajamarquino                                          | Nuevo            | Nuevo            |      |
|             | AGRO        | Lista - El Agro a la Región (AGRO)                                                                                           |            | Felipe Pita Serpa                  | Regionalismo cajamarquino                                          | Nuevo            | Nuevo            |      |
|             | TyL         | Lista - Tierra y Libertad (TyL)                                                                                              |            | Nicanor Alvarado Carrasco          | Regionalismo cajamarquino                                          | Nuevo            | Nuevo            |      |

## Sondeos de opinión
La siguiente tabla enumera las estimaciones de la intención de voto en orden cronológico inverso, mostrando las más recientes primero y utilizando las fechas en las que se realizó el trabajo de campo de la encuesta. Cuando se desconocen las fechas del trabajo de campo, se proporciona la fecha de publicación.
Leyenda:
     Sondeo realizado en el periodo de prohibición legal de la difusión de sondeos de intención de voto.

### Intención de voto
La siguiente tabla enumera las estimaciones ponderadas (sin incluir votos en blanco y nulos) de la intención de voto.
|                               |            |   |      |      |      |     |     |      |  |  |
| Elecciones regionales de 2010 | 3 oct 2010 | — | 30.8 | 12.8 | 12.3 | 8.7 | 8.2 | 18.0 |  |  |
|                               |            |   |      |      |      |     |     |      |  |  |
| Ipsos Apoyo/América           | 3 oct 2010 | ? | 32.4 | 12.8 | –    | –   | –   | 19.6 |  |  |

## Resultados

### Gobierno Regional de Cajamarca
|                      | Gregorio Santos Guerrero           | Movimiento de Afirmación Social (MAS–MNI)                 | 159,660 | 30.76 |  |  |  |
|                      | Beltina González Loayza de Coronel | Movimiento Regional Fuerza Social Cajamarca (FSC)         | 66,430  | 12.80 |  |  |  |
|                      | Javier Bobadilla Leiva             | Frente Regional de Cajamarca (FRC)                        | 63,838  | 12.30 |  |  |  |
|                      | Gilberto Cabanillas Barrantes      | Partido Aprista Peruano (APRA)                            | 44,953  | 8.66  |  |  |  |
|                      | Absalón Vásquez Villanueva         | Alianza Cajamarca Siempre Verde - Fuerza 2011 (CSV–F2011) | 42,356  | 8.16  |  |  |  |
|                      | Hermes Mosqueira Ramírez           | Alianza para el Progreso (APP)                            | 33,714  | 6.49  |  |  |  |
|                      | Germán Estela Castro               | Perú Posible (PP)                                         | 29,890  | 5.76  |  |  |  |
|                      | Mesías Guevara Amasifuén           | Acción Popular (AP)                                       | 27,614  | 5.32  |  |  |  |
|                      | Nicanor Alvarado Carrasco          | Tierra y Libertad (TyL)                                   | 22,473  | 4.33  |  |  |  |
|                      | Felipe Pita Serpa                  | El Agro a la Región (AGRO)                                | 16,094  | 3.10  |  |  |  |
|                      | Wilfredo Poma Rojas                | Unión por el Perú (UPP)                                   | 12,068  | 2.32  |  |  |  |
|                      |                                    |                                                           |         |       |  |  |  |
| Total                | Total                              | Total                                                     | 519,090 |       |  |  |  |
|                      |                                    |                                                           |         |       |  |  |  |
| Votos válidos        | Votos válidos                      | Votos válidos                                             | 519,090 | 69.63 |  |  |  |
| Votos en blanco      | Votos en blanco                    | Votos en blanco                                           | 127,964 | 17.17 |  |  |  |
| Votos nulos          | Votos nulos                        | Votos nulos                                               | 98,403  | 13.20 |  |  |  |
| Votos emitidos       | Votos emitidos                     | Votos emitidos                                            | 745,457 | 85.22 |  |  |  |
| Abstenciones         | Abstenciones                       | Abstenciones                                              | 129,238 | 14.78 |  |  |  |
| Votantes registrados | Votantes registrados               | Votantes registrados                                      | 874,695 |       |  |  |  |
|                      |                                    |                                                           |         |       |  |  |  |
| Fuente:              |                                    |                                                           |         |       |  |  |  |

### Consejo Regional de Cajamarca
| |                                                           |              |              |              |         |         |  |  |
| Partidos y coaliciones | Partidos y coaliciones                                    | Voto popular | Voto popular | Voto popular | Escaños | Escaños |  |  |
| Partidos y coaliciones | Partidos y coaliciones                                    | Votos        | %            | ±pp          | Total   | +/−     |  |  |
| | Movimiento de Afirmación Social (MAS–MNI)1                | 118,775      | 24.90        | +7.52        | 10      | +8      |  |  |
| | Movimiento Regional Fuerza Social Cajamarca (FSC)2        | 76,193       | 15.98        | –13.22       | 3       | –5      |  |  |
| | Frente Regional de Cajamarca (FRC)                        | 67,499       | 14.15        | Nuevo        | 1       | +1      |  |  |
| | Alianza Cajamarca Siempre Verde - Fuerza 2011 (CSV–F2011) | 45,358       | 9.51         | Nuevo        | 1       | +1      |  |  |
| | Partido Aprista Peruano (APRA)                            | 42,950       | 9.01         | –5.61        | 0       | –2      |  |  |
| | Alianza para el Progreso (APP)                            | 34,205       | 7.17         | +4.74        | 1       | +1      |  |  |
| | Perú Posible (PP)                                         | 31,175       | 6.54         | n/a          | 0       | ±0      |  |  |
| | Acción Popular (AP)                                       | 30,238       | 6.34         | –0.47        | 0       | ±0      |  |  |
| | El Agro a la Región (AGRO)                                | 16,978       | 3.56         | Nuevo        | 0       | ±0      |  |  |
| | Unión por el Perú (UPP)                                   | 13,578       | 2.85         | –3.56        | 0       | ±0      |  |  |
| |                                                           |              |              |              |         |         |  |  |
| Total | Total                                                     | 476,949      |              |              | 16      | +3      |  |  |
| |                                                           |              |              |              |         |         |  |  |
| Votos válidos | Votos válidos                                             | 476,949      | 63.98        | –15.67       |         |         |  |  |
| Votos en blanco | Votos en blanco                                           | 172,199      | 23.10        | +15.85       |         |         |  |  |
| Votos nulos | Votos nulos                                               | 96,309       | 12.92        | –0.17        |         |         |  |  |
| Votos emitidos | Votos emitidos                                            | 745,457      | 85.22        | +1.59        |         |         |  |  |
| Abstenciones | Abstenciones                                              | 129,238      | 14.78        | –1.59        |         |         |  |  |
| Votantes registrados | Votantes registrados                                      | 874,695      |              |              |         |         |  |  |
| |                                                           |              |              |              |         |         |  |  |
| Fuente: |                                                           |              |              |              |         |         |  |  |
| Notas al pie: 1 Comparado con los resultados de Movimiento Nueva Izquierda (MNI) en las elecciones de 2006. 2 Comparado con los resultados de Fuerza Social (FS) en las elecciones de 2006. |                                                           |              |              |              |         |         |  |  |
| Notas al pie: |                                                           |              |              |              |         |         |  |  |
| 1 Comparado con los resultados de Movimiento Nueva Izquierda (MNI) en las elecciones de 2006. 2 Comparado con los resultados de Fuerza Social (FS) en las elecciones de 2006.               |                                                           |              |              |              |         |         |  |  |

### Autoridades electas
| Cargo                                             | Autoridad electa | Autoridad electa            | Partido político | Partido político                              |
| ------------------------------------------------- | ---------------- | --------------------------- | ---------------- | --------------------------------------------- |
| Presidente Regional de Cajamarca                  |                  | Gregorio Santos Guerrero    |                  | Movimiento de Afirmación Social               |
| Vicepresidente Regional de Cajamarca              |                  | César Aliaga Díaz           |                  | Movimiento de Afirmación Social               |
| Consejero Regional de Cajamarca (por Cajabamba)   |                  | Artemio Rodríguez Rodríguez |                  | Movimiento de Afirmación Social               |
| Consejera Regional de Cajamarca (por Cajamarca)   |                  | Sara Palacios Sánchez       |                  | Movimiento de Afirmación Social               |
| Consejero Regional de Cajamarca (por Celendín)    |                  | Jesús García Lozano         |                  | Movimiento de Afirmación Social               |
| Consejero Regional de Cajamarca (por Chota)       |                  | Leider Fuentes Estela       |                  | Movimiento de Afirmación Social               |
| Consejero Regional de Cajamarca (por Contumazá)   |                  | Elmer Florian Cedrón        |                  | Movimiento de Afirmación Social               |
| Consejero Regional de Cajamarca (por Cutervo)     |                  | Porfirio Medina Vásquez     |                  | Movimiento de Afirmación Social               |
| Consejero Regional de Cajamarca (por Hualgayoc)   |                  | Guillermo Yopla Murrugarra  |                  | Frente Regional Cajamarca                     |
| Consejero Regional de Cajamarca (por Jaén)        |                  | Elzer Elera López           |                  | Movimiento de Afirmación Social               |
| Consejero Regional de Cajamarca (por San Ignacio) |                  | Cervando Puerta Peña        |                  | Movimiento de Afirmación Social               |
| Consejera Regional de Cajamarca (por San Ignacio) |                  | Elianita Zavaleta García    |                  | Movimiento de Afirmación Social               |
| Consejero Regional de Cajamarca (por San Ignacio) |                  | José Chiwán Cubas           |                  | Movimiento Regional Fuerza Social Cajamarca   |
| Consejera Regional de Cajamarca (por San Ignacio) |                  | Yanet Chiwán Jempekit       |                  | Movimiento Regional Fuerza Social Cajamarca   |
| Consejero Regional de Cajamarca (por San Marcos)  |                  | José Medina Marín           |                  | Alianza para el Progreso                      |
| Consejero Regional de Cajamarca (por San Miguel)  |                  | Ydelso Hernández Hernández  |                  | Movimiento de Afirmación Social               |
| Consejero Regional de Cajamarca (por San Pablo)   |                  | Wilder Chilón Sánchez       |                  | Alianza Cajamarca Siempre Verde - Fuerza 2011 |
| Consejero Regional de Cajamarca (por Santa Cruz)  |                  | Juan Barreda Soto           |                  | Movimiento Regional Fuerza Social Cajamarca   |